# فاني غيتس
فاني غيتس (بالإنجليزية: Fanny Gates) (24 فبراير 1931م - 26 أبريل 1872م) فيزيائية أمريكية تتبع الجمعية الفيزيائية الأمريكية و عضوه في الجمعية الرياضياتية الأمريكية. قدمت مساهمات لبحوث المواد المشعة، وتحديد أن النشاط الإشعاعي لا يمكن أن يتم تدميره بفعل الحرارة أو التأين بسبب التفاعلات الكيميائية، والمواد المشعة التي تختلف عن المواد الفسفورية كماً ونوعاً.

## التعليم والمهنة
تخرجت من جامعة نورث وسترن في عام 1894م وحصلت على شهادة الماجستير في عام 1895م، وأخيرا حصلت على الدكتوراه من جامعة بنسلفانيا في عام 1909.